# Internationaal Verdrag inzake optreden in volle zee bij ongevallen die verontreiniging door olie kunnen veroorzaken
Het Internationaal Verdrag inzake optreden in volle zee bij ongevallen die verontreiniging door olie kunnen veroorzaken (International Convention Relating to Intervention on the High Seas in Cases of Oil Pollution Casualties), ook wel aangeduid als het Interventieverdrag 1969 (INTERVENTION 1969) is een internationaal verdrag uit 1969 van de Internationale Maritieme Organisatie dat kuststaten de mogelijkheid geeft om noodzakelijke acties te ondernemen op volle zee die dienen tot de beperking of voorkoming van vervuiling van haar kustlijnen door aardolie, volgend op een maritiem ongeval. Op 6 mei 1975 trad het verdrag in werking. 